# خورشیدماهی کوتوله
خورشیدماهی کوتوله (نام علمی: Elassoma) نام یک سرده از راسته سوف‌ماهی‌سانان است.